# Olympische Sommerspiele 1972/Kanu – Einer-Kajak 500 m (Frauen)
Der Wettkampf im Einer-Kajak über 500 Meter der Frauen bei den Olympischen Sommerspielen 1972 wurde vom 5. bis 9. September auf der Regattastrecke Oberschleißheim ausgetragen.

## Ergebnisse

### Vorläufe

#### Vorlauf 1
| Rang | Athletin               | Nation             | Zeit        |
| ---- | ---------------------- | ------------------ | ----------- |
| 1    | Julija Rjabtschinskaja | Sowjetunion        | 2:09,27 min |
| 2    | Ingmårie Svensson      | Schweden           | 2:11,63 min |
| 3    | Maria Nichiforov       | Rumänien           | 2:12,27 min |
| 4    | Marcia Smoke           | Vereinigte Staaten | 2:12,43 min |
| 5    | Stanisława Szydłowska  | Polen              | 2:14,75 min |
| 6    | Majorie Homer-Dixon    | Kanada             | 2:17,38 min |
| 7    | Jane Rouse             | Großbritannien     | 2:19,75 min |
| 8    | Ann McQuaid            | Irland             | 2:32,64 min |

#### Vorlauf 2
| Rang | Athletin         | Nation         | Zeit        |
| ---- | ---------------- | -------------- | ----------- |
| 1    | Mieke Jaapies    | Niederlande    | 2:12,86 min |
| 2    | Anna Pfeffer     | Ungarn         | 2:13,51 min |
| 3    | Irene Pepinghege | BR Deutschland | 2:14,34 min |
| 4    | Bettina Müller   | DDR            | 2:15,15 min |
| 5    | Kate Olsen       | Dänemark       | 2:16,44 min |
| 6    | France Gaud      | Frankreich     | 2:23,29 min |
| 7    | Natascha Petrowa | Bulgarien      | 2:25,49 min |

### Hoffnungsläufe

#### Hoffnungslauf 1
| Rang | Athletin            | Nation             | Zeit        |
| ---- | ------------------- | ------------------ | ----------- |
| 1    | Marcia Smoke        | Vereinigte Staaten | 2:06,19 min |
| 2    | Kate Olsen          | Dänemark           | 2:07,92 min |
| 3    | Majorie Homer-Dixon | Kanada             | 2:10,79 min |
| 4    | Natascha Petrowa    | Bulgarien          | 2:19,66 min |
| 5    | Ann McQuaid         | Irland             | 2:24,56 min |

#### Hoffnungslauf 2
| Rang | Athletin              | Nation         | Zeit        |
| ---- | --------------------- | -------------- | ----------- |
| 1    | Bettina Müller        | DDR            | 2:08,92 min |
| 2    | Stanisława Szydłowska | Polen          | 2:10,04 min |
| 3    | France Gaud           | Frankreich     | 2:12,94 min |
| 4    | Jane Rouse            | Großbritannien | 2:13,35 min |

### Halbfinale

#### Halbfinale 1
| Rang | Athletin               | Nation         | Zeit        |
| ---- | ---------------------- | -------------- | ----------- |
| 1    | Julija Rjabtschinskaja | Sowjetunion    | 2:04,67 min |
| 2    | Irene Pepinghege       | BR Deutschland | 2:05,86 min |
| 3    | Bettina Müller         | DDR            | 2:07,90 min |
| 4    | Majorie Homer-Dixon    | Kanada         | 2:12,51 min |

#### Halbfinale 2
| Rang | Athletin              | Nation      | Zeit        |
| ---- | --------------------- | ----------- | ----------- |
| 1    | Mieke Jaapies         | Niederlande | 2:04,64 min |
| 2    | Maria Nichiforov      | Rumänien    | 2:05,23 min |
| 3    | Kate Olsen            | Dänemark    | 2:06,20 min |
| 4    | Stanisława Szydłowska | Polen       | 2:08,89 min |

#### Halbfinale 3
| Rang | Athletin          | Nation             | Zeit        |
| ---- | ----------------- | ------------------ | ----------- |
| 1    | Anna Pfeffer      | Ungarn             | 2:07,15 min |
| 2    | Marcia Smoke      | Vereinigte Staaten | 2:09,13 min |
| 3    | Ingmårie Svensson | Schweden           | 2:11,21 min |
| 4    | France Gaud       | Frankreich         | 2:15,21 min |

### Finale
| Rang | Athletin               | Nation             | Zeit        |
| ---- | ---------------------- | ------------------ | ----------- |
| 1    | Julija Rjabtschinskaja | Sowjetunion        | 2:03,17 min |
| 2    | Mieke Jaapies          | Niederlande        | 2:04,03 min |
| 3    | Anna Pfeffer           | Ungarn             | 2:05,50 min |
| 4    | Irene Pepinghege       | BR Deutschland     | 2:06,55 min |
| 5    | Bettina Müller         | DDR                | 2:06,85 min |
| 6    | Maria Nichiforov       | Rumänien           | 2:07,13 min |
| 7    | Kate Olsen             | Dänemark           | 2:07,16 min |
| 8    | Ingmårie Svensson      | Schweden           | 2:07,61 min |
| 9    | Marcia Smoke           | Vereinigte Staaten | 2:07,98 min |

## Weblink
- Ergebnisse in der Datenbank von Olympedia.org (englisch)